# Campfire Cooking in Another World with My Absurd Skill
Campfire Cooking in Another World with My Absurd Skill (とんでもスキルで異世界放浪メシ?, Tondemo Sukiru de Isekai Hōrō Meshi) è una serie di light novel giapponesi scritta da Ren Eguchi. La serie ha avuto origine nel sito internet Shōsetsuka ni Narō nel gennaio 2025, per poi essere pubblicata con delle illustrazioni da Masa by Overlap a partire da novembre 2016 sotto l'etichetta Overlap Novels. A febbraio 2024, 15 volumi risultano essere stati pubblicati.
Un adattamento manga, illustrato da Akagishi K, è stato distribuito sul sito Comic Gardo a partire da marzo 2017. A partire da febbraio 2024, i singoli capitoli del manga sono stati raccolti in dieci volumi. Un manga spin-off, illustrato da Momo Futaba, è stato distribuito sullo stesso sito a partire dall'agosto 2018. A partire da febbraio 2024, i singoli capitoli dello spin-off sono stati raccolti in otto volumi. Il manga è stato adattato in una serie televisiva di genere anime prodotta da MAPPA, la cui prima stagione è stata trasmessa da gennaio a marzo 2023.

## Trama
Un gruppo di quattro cittadini giapponesi, composto da tre studenti delle scuole superiori e un adulto, vengono magicamente evocati in un mondo fantastico parallelo dal Regno di Reijseger, che chiede loro aiuto nella loro guerra contro i demoni. Come risultato del rituale di evocazione, i tre studenti sembrano possedere diverse potenti abilità magiche e sono accettati come "eroi". Tuttavia, si scopre che l'adulto, un normale impiegato di nome Tsuyoshi Mukouda (ovvero Mukohda), ha solo il potere di "supermercato online". Non volendo diventare un eroe e anche sospettoso delle vere intenzioni del regno, convince i nobili che la sua abilità è inutile, permettendogli di andarsene e perseguire una vita semplice nel nuovo mondo. Sperimentando la sua abilità nel supermercato online, scopre di essere in grado di ordinare istantaneamente cibo e altri prodotti dal Giappone. Durante i suoi viaggi, incontra una bestia leggendaria conosciuta come Fenrir, che chiede a Mukohda di dargli un pasto. Dopo numerose porzioni, il Fenrir, alla fine chiamato Fel, prende in simpatia la cucina di Mukohda e lo costringe ad accettare un contratto familiare. Mentre Mukohda continua il suo viaggio, incontra altri mostri, così come divinità del Regno Divino, che gli concedono contratti e benedizioni familiari per ottenere il suo cibo e beni ultraterreni.

## Media

### Light novel
Scritta da Ren Eguchi, la serie ha iniziato la pubblicazione sul sito web di post di romanzi Shōsetsuka ni Narō il 5 gennaio 2016. La serie è stata successivamente acquisita da Overlap, che ha iniziato a pubblicare la serie con le illustrazioni di Masa il 25 novembre 2016 con il marchio Overlap Novels. A febbraio 2024, risultano essere stati pubblicati 15 volumi.
Nel marzo 2019, il J-Novel Club ha annunciato di aver concesso in licenza la light novel per la pubblicazione in inglese.

#### Volumi
| N° | Titolo originale                                                             | Pubblicazione originale | Pubblicazione in inglese |
| -- | ---------------------------------------------------------------------------- | ----------------------- | ------------------------ |
| 1  | Ginger-Fried Pork and the Legendary Beast 豚の生姜焼き×伝説の魔獣            | 25 novembre 2016        | 6 maggio 2019            |
| 2  | Winged Gyoza and the Phantom Dragon 羽根つき餃子×幻の竜                      | 25 marzo 2017           | 6 agosto 2019            |
| 3  | Beef Stew and the Unexplored Labyrinth ビーフシチュー×未踏の迷宮             | 25 luglio 2017          | 7 ottobre 2019           |
| 4  | Barbecue and God's Blessings バーベキュー×神々の祝福                         | 25 dicembre 2017        | 24 dicembre 2019         |
| 5  | Mixed Tempura and the Sea Monster ミックスフライ×海洋の魔物                  | 25 aprile 2018          | 2 marzo 2020             |
| 6  | Meat Soboro Rice Bowls and The Holy Seal 肉そぼろ丼×聖なる刻印               | 25 gennaio 2019         | 18 maggio 2020           |
| 7  | Red Meat Steak and the Creator God's Judgement 赤身肉のステーキ×創造神の裁き | 25 luglio 2019          | 5 agosto 2020            |
| 8  | Stone Over-Baked Pizza and the Elixir of Life 石窯焼きピザ×生命の神薬        | 25 gennaio 2020         | 19 ottobre 2020          |
| 9  | Grilled Entrails and the Festival of Gluttony ホルモン焼き×暴食の祭典        | 25 settembre 2020       | 22 febbraio 2021         |
| 10 | Beef Cutlets and the Bandit King's Treasure ビーフカツ×盗賊王の宝            | 25 maggio 2021          | 29 settembre 2021        |
| 11 | Sukiyaki and the Blessings of Battle すき焼き×戦いの摂理                     | 25 novembre 2021        | 25 maggio 2022           |
| 12 | Karaage and the Mighty Dragon of Yore 鶏のから揚げ×大いなる古竜              | 25 giugno 2022          | 15 novembre 2022         |
| 13 | Saucy Meatballs and the Ways of Adventuring 肉団子の甘酢あん×冒険者の流儀    | 25 dicembre 2022        | 26 giugno 2023           |
| 14 | Cream Croquettes and the Downfall of Heresy クリームコロッケ×邪教の終焉      | 25 aprile 2023          | 27 settembre 2023        |
| 15 | Cold Scallop Pasta and the Philosopher's Stone 貝柱の冷製パスタ×賢者の石     | 25 febbraio 2024        | —                        |

### Manga
Un adattamento manga, illustrato da Akagishi K, ha iniziato la serializzazione sul sito web di manga Comic Gardo il 24 marzo 2017. A partire da febbraio 2024, i singoli capitoli della serie sono stati raccolti in 10 volumi tankōbon. Nell'aprile 2020, J-Novel Club ha annunciato di aver concesso in licenza anche l'adattamento manga per la pubblicazione in inglese.
Un manga spin-off illustrato da Momo Futaba, intitolato Campfire Cooking in Another World with My Absurd Skill: Sui's Great Adventure (とんでもスキルで異世界放浪メシ スイの大冒険 Tondemo Sukiru de Isekai Hōrō Meshi: Sui no Daibō). ken), iniziò serializzazione sul sito web di Comic Gardo il 24 agosto 2018. A partire da febbraio 2024, i singoli capitoli della serie sono stati raccolti in otto volumi tankōbon. Nel settembre 2022, J-Novel Club ha annunciato di aver concesso in licenza il manga spin-off anche in inglese.

#### Volumi

##### Serie principale
| N° | Pubblicazione originale | Pubblicazione in inglese |
| -- | ----------------------- | ------------------------ |
| 1  | 25 dicembre 2017        | 28 ottobre 2020          |
| 2  | 25 aprile 2018          | 13 gennaio 2021          |
| 3  | 25 gennaio 2019         | 2 giugno 2021            |
| 4  | 25 luglio 2019          | 25 agosto 2021           |
| 5  | 25 gennaio 2020         | 26 ottobre 2021          |
| 6  | 25 settembre 2020       | 2 febbraio 2022          |
| 7  | 25 maggio 2021          | 13 aprile 2022           |
| 8  | 25 novembre 2021        | 22 giugno 2022           |
| 9  | 25 dicembre 2022        | 18 ottobre 2023          |
| 10 | 25 febbraio 2024        | —                        |

##### Spin-off
| N° | Pubblicazione originale | Pubblicazione in inglese |
| -- | ----------------------- | ------------------------ |
| 1  | 25 gennaio 2019         | 9 novembre 2022          |
| 2  | 25 luglio 2019          | 11 gennaio 2023          |
| 3  | 25 gennaio 2020         | 29 marzo 2023            |
| 4  | 25 settembre 2020       | 12 luglio 2023           |
| 5  | 25 maggio 2021          | 10 gennaio 2024          |
| 6  | 25 novembre 2021        | 3 aprile 2024            |
| 7  | 25 dicembre 2022        | —                        |
| 8  | 25 febbraio 2024        | —                        |

### Anime

Logo della serie

Un adattamento della serie televisiva anime è stato annunciato il 29 ottobre 2022. È prodotto da MAPPA e diretto da Kiyoshi Matsuda, con sceneggiature scritte da Michiko Yokote, design dei personaggi gestito da Nao Ōtsu e musica composta da Masato Kōda, Kana Utatane e Kuricorder Quartet. La serie è andata in onda dall'11 gennaio al 29 marzo 2023 su TV Tokyo e altre reti. La sigla di apertura è "Zeitaku na Saji" (贅沢な匙? "Exquisite Spoon")  di Van de Shop, mentre la sigla finale è "Happy-go-Journey" di Yuma Uchida. Muse Communication ha concesso in licenza la serie nell'Asia-Pacifico mentre Crunchyroll ha concesso in licenza la serie per il resto del mondo.
Una seconda stagione è stata annunciata il 29 ottobre 2023.

#### Episodi

##### Prima stagione
| N° | Titolo originale                                                    | Titolo italiano                                             | Messa in onda originale |
| -- | ------------------------------------------------------------------- | ----------------------------------------------------------- | ----------------------- |
| 1  | 「とんでもスキルは役に立つ 」 - Tondemo Sukiru wa Yakunitatsu       | La mia abilità assurda è inaspettatamente utile             | 11 gennaio 2023         |
| 2  | 「目立つ従魔は生きる伝説 」 - Medatsu Jūma wa Ikiru Densetsu        | Il vistoso famiglio è una leggenda vivente                  | 18 gennaio 2023         |
| 3  | 「過ぎた力は料理の為に 」 - Sugita Chikara wa Ryōri no Tame ni      | Un potere smisurato andrebbe usato per il bene della cucina | 25 gennaio 2023         |
| 4  | 「地図が無くては始まらない 」 - Chizu ga Nakute wa Hajimaranai      | Non si può iniziare un viaggio senza mappa                  | 1º febbraio 2023        |
| 5  | 「風の女神は甘味がお好き 」 - Kaze no Megami wa Kanmi ga Osuki      | La dea del vento è un'amante dei dolci                      | 8 febbraio 2023         |
| 6  | 「成長は突然やってくる 」 - Seichō wa Totsuzen Yattekuru            | La crescita arriva all'improvviso                           | 15 febbraio 2023        |
| 7  | 「狼は魔獣と踊る 」 - Ōkami wa Majū to Odoru                        | Il lupo danza coi mostri                                    | 22 febbraio 2023        |
| 8  | 「ボスキャラはどれも美味い 」 - Bosu Kyara wa Dore mo Umai          | Tutti i boss sono squisiti                                  | 1º marzo 2023           |
| 9  | 「討伐依頼は金と肉 」 - Tōbatsu Irai wa Kane to Niku                | Le richieste di caccia portano carne e soldi                | 8 marzo 2023            |
| 10 | 「二匹の従魔はチートが過ぎる 」 - Nihiki no Jūma wa Chīto ga Sugiru | I miei due famigli sono troppo potenti                      | 15 marzo 2023           |
| 11 | 「 商売は御婦人の為に 」 - Shōbai wa Gofujin no Tame ni             | Fare affari per la signora                                  | 22 marzo 2023           |
| 12 | 「 冒険は食の数ほど 」 - Bōken wa Shoku no Kazu Hodo                | Le avventure e le varietà di cibo sono infinite             | 29 marzo 2023           |